# Karakol (město)
Karakol, dříve známý jako Prževalsk, je čtvrté největší město v Kyrgyzstánu. Leží asi 150 kilometrů od čínské hranice, poblíž východního cípu jezera Issyk kul, podle něhož je nazvána provincie, ve které se město nachází. Žije zde 81 952 obyvatel (2023).

## Historie
Karakol byl založen jako ruská vojenská základna v roce 1869. Vyrostl po příchodu cestovatelů, kteří přišli zmapovat hory a údolí oddělující Kyrgyzstán a Čínu. V 80. letech 19. století zaznamenal Karakol velký populační nárůst díky Dunganům, čínským muslimům, kteří uprchli z Číny kvůli válce.
V roce 1888 v Karakolu zemřel ruský cestovatel Nikolaj Prževalskij během příprav na expedici do Tibetu. Město bylo na jeho počest přejmenováno na Prževalsk. Kvůli protestům místních obyvatel, byl městu v roce 1921 vrácen původní název Karakol. O 18 let později bylo však toto rozhodnutí Stalinem staženo zpátky. Město se tedy nazývalo Prževalsk až do rozpadu Sovětského svazu v roce 1991.
Poblíž jezera Issyk kul bylo zařízení sovětské armády, testující pohon torpéd a jejich naváděcí systém. Proto byl Karakol domovem pro velký počet armádních představitelů a jejich rodin.

## Demografie
Vývoj počtu obyvatel Karakolu:
| Rok            | 1897  | 1907   | 1926   | 1970   | 1989   | 2009   | 2023   |
| -------------- | ----- | ------ | ------ | ------ | ------ | ------ | ------ |
| Počet obyvatel | 8 108 | 13 948 | 13 366 | 46 394 | 68 272 | 67 100 | 81 952 |

## Galerie

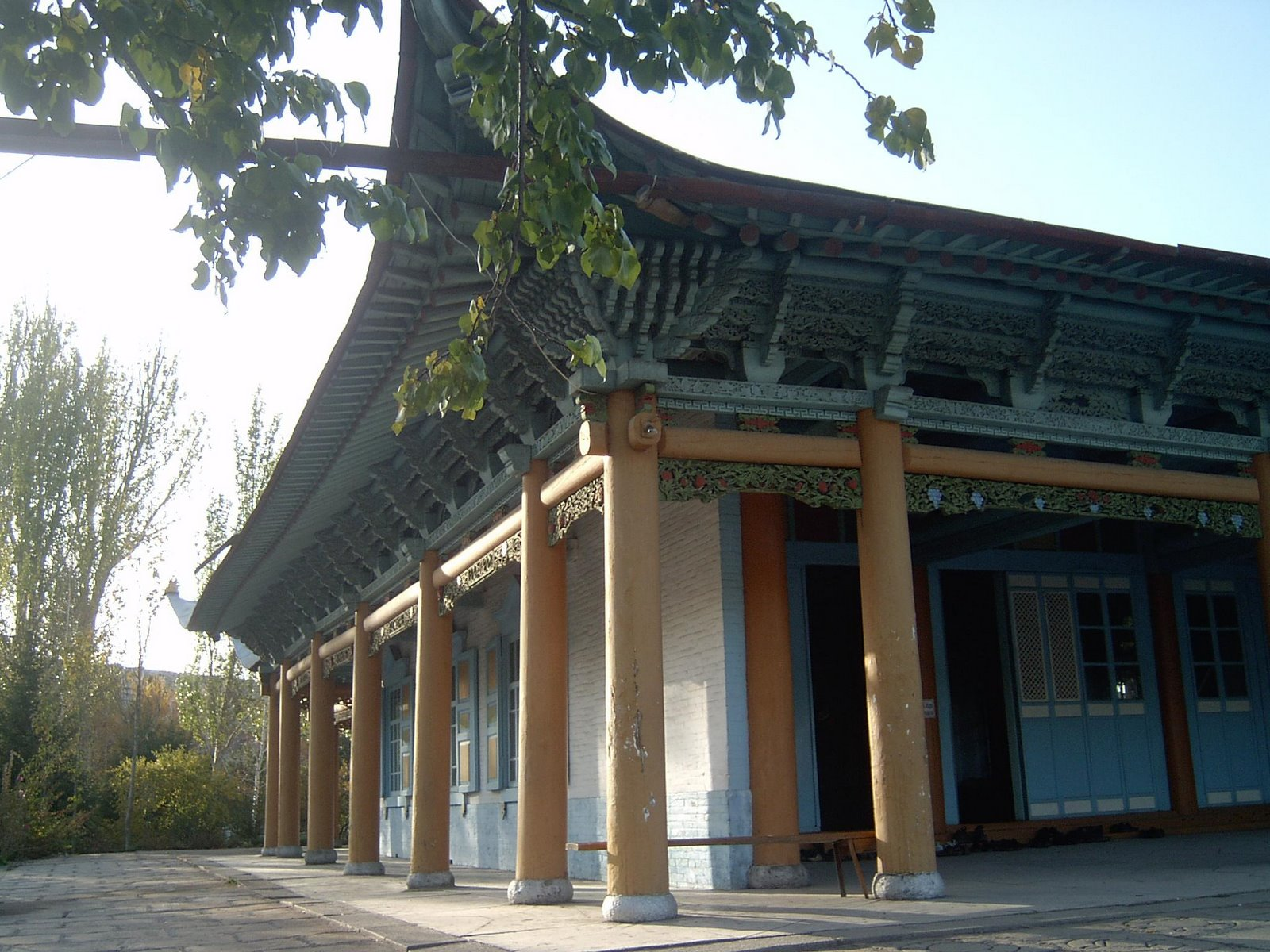
Dunganská mešita
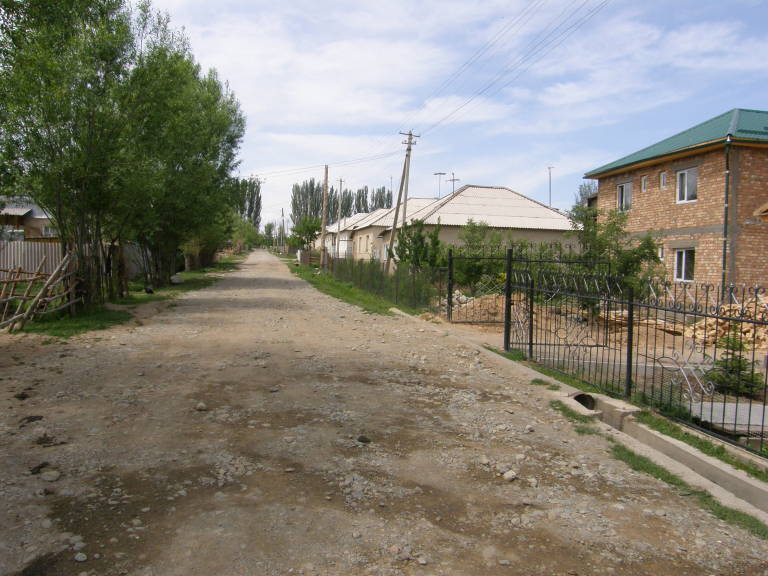
Ulice v Karakolu
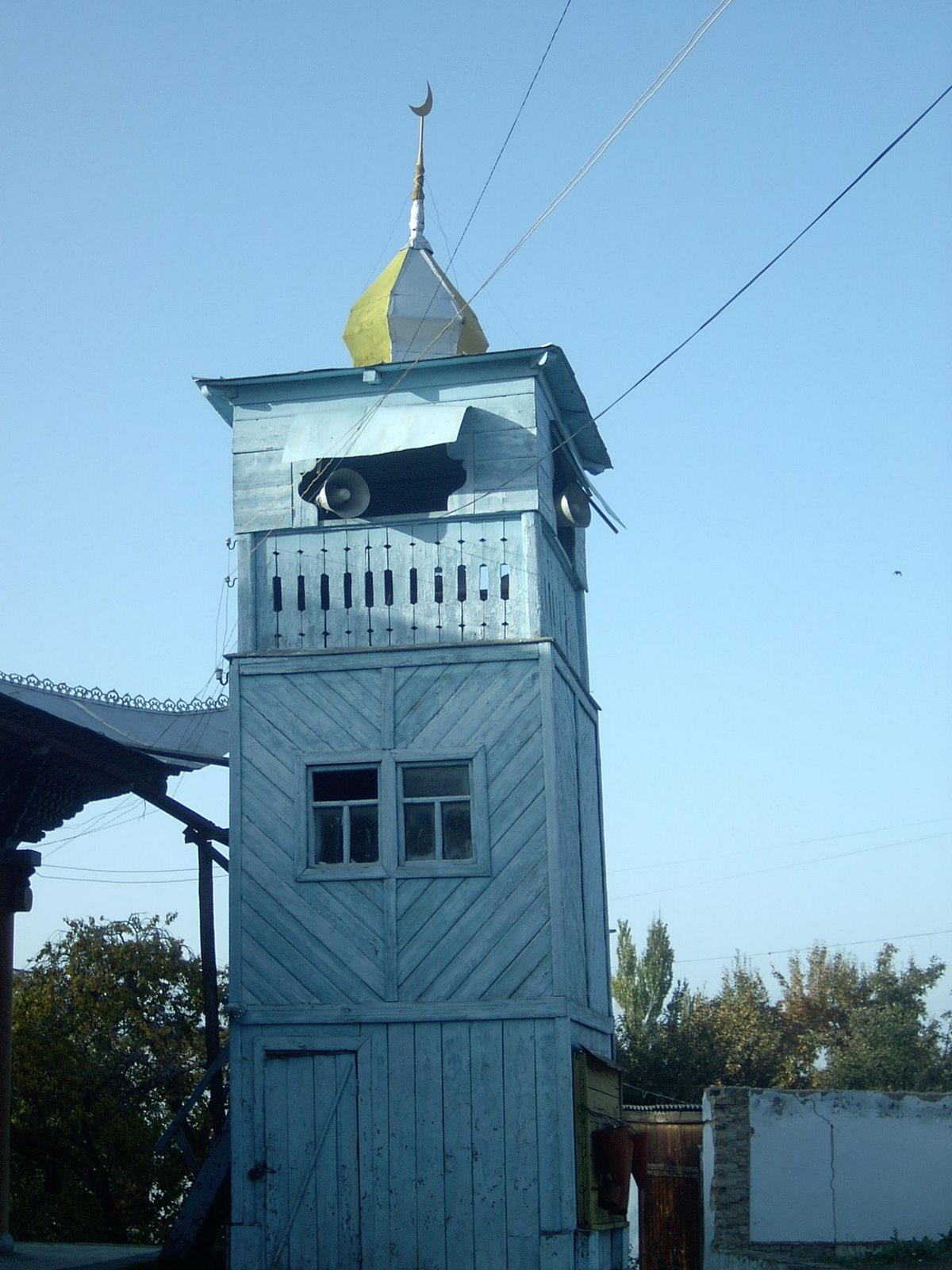
Minaret
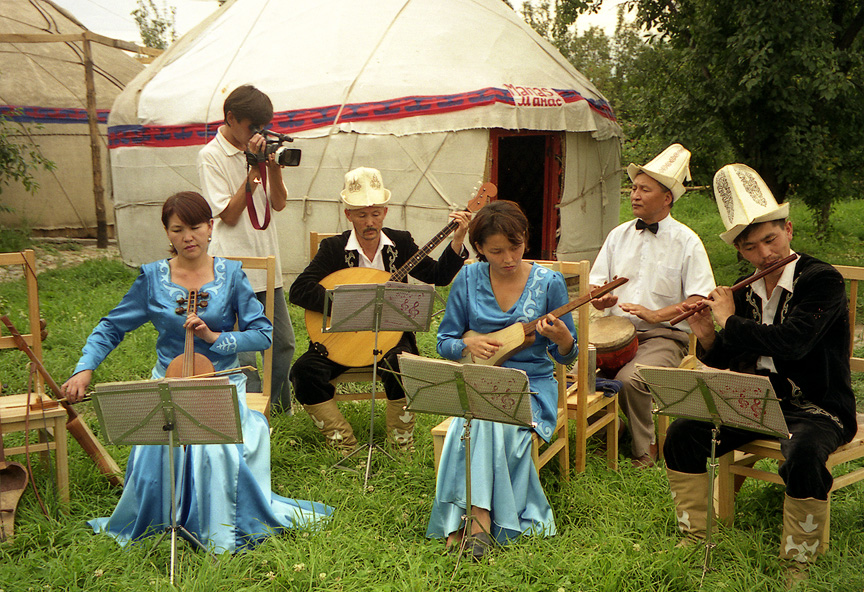
Kyrgyzští hudebníci

## Partnerská města
- Asheville, USA
- Gebze, Turecko